# إيفان ناغي
إيفان ناغي (بالمجرية: Nagy Iván)‏ هو مخرج مجري، ولد في 23 يناير 1938 في بودابست في المجر، وتوفي في 23 مارس 2015 في لوس أنجلوس في الولايات المتحدة.

## وصلات خارجية
- إيفان ناجي على موقع IMDb (الإنجليزية)
- إيفان ناجي على موقع ألو سيني (الفرنسية)
- إيفان ناجي على موقع أول موفي (الإنجليزية)
- إيفان ناجي على موقع قاعدة بيانات الأفلام السويدية (السويدية)
- إيفان ناجي على موقع قاعدة بيانات الفيلم (الإنجليزية)
- إيفان ناجي على موقع كينوبويسك (الروسية)